# Fanni Friebesz
Fanni Luca Friebesz (ungarisch: Friebesz Luca Fanni; * 31. Januar 1998 in Budapest) ist eine ungarische Handball- und Beachhandballspielerin. Seit 2015 gehört die als linke Flügelspielerin oder Pivot agierende Handballerin zum Kader der ungarischen Nationalmannschaft im Beachhandball und hat dabei mit der Nationalmannschaft wie auch ihren Vereinsmannschaften mehrere internationale und nationale Erfolge erreicht.
Von 2014 bis 2018 studierte Friebesz Personalwesen an der Wirtschaftshochschule Budapest.

## Hallenhandball
Von der Saison 2013/14 spielte Friebesz für Szentendrei NKE in der zweiten und dritten ungarischen Frauenliga. 2018 wechselte sie zu VS Dunakeszi, ein Jahr später zu Vitka SE. Ein Zweitspielrecht hatte sie 2015/16 für Tatabányai SC, 2016/17 für Dunavarsányi TE und 2017/18 für VS Dunakeszi.

## Beachhandball

### Nationalmannschaft

#### Erste Phase
Ihr internationales Debüt gab Friebesz im Rahmen der Jugendeuropameisterschaften 2014 (U 18) in Randers, Dänemark, wo neben ihr auch weitere spätere Nationalspielerinnen Ungarns wie Nóra Leila Bozsó, Réka Frigyesi, Réka Hajek und Viktória Vígh mitwirkten. Ungarn ging nicht nur als titelverteidigende Mannschaft in das Turnier, seit der ersten Austragung 2008 hatte es alle Titel bei der weiblichen Jugend und den Juniorinnen (U 18 und U 19) gewonnen. Gegen die Türkei, Kroatien und die Schweiz wurden auch alle drei Vorrundenspiele gewonnen, wenngleich gegen die starken Türkinnen auch erst im Shootout. Als verlustpunktfreie Gruppenerste ging Ungarn in die Viertelfinalspiele und besiegte dort Rumänien klar, im zweiten Satz wurden sie mit 24:5 Punkten regelrecht deklassiert. Weitaus knapper war das Spiel gegen Spanien im Halbfinale, das erst im Shootout gewonnen wurde. Im Finale gab es ungefährdeten Zweisatzsieg gegen Russland, Friebesz erhielt allerdings nach dem zweiten Foul eine Spielstrafe und konnte nicht bis zu Ende mitwirken. Sie kam in allen Spielen zum Einsatz und trug zum fünften Titel in Folge 13 Punkte bei.
Im Jahr darauf gehörte Friebesz bei den Junioreneuropameisterschaften 2015 (U 19) in Lloret de Mar, Spanien, erneut zum ungarischen Aufgebot. Neben ihr gehörten auch wieder Bozsó, Frigyesi und Vígh zum Aufgebot, zudem debütierten Rebeka Benzsay und Csenge Braun international. Mit klaren Siegen gegen Deutschland und die Slowakei starteten die Ungarinnen in das Turnier, erst das dritte Spiel gegen Kroatien wurde knapp mit einem Punkt Vorsprung in den beiden Sätzen gewonnen. Deutlich war hingegen wieder der letzte Sieg in der Vorrunde gegen die Türkei, bei dem Friebesz mit 13 erzielten Punkten die zweitbeste Werferin nach Viktória Vígh war. Verlustpunktfrei gelang als Tabellenerste der Einzug in das Halbfinale gegen Russland. Dort setzte sich Ungarn einmal mehr im Shootout durch. Friebesz war mit neun erzielten Punkten erneut zweitbeste Werferin hinter Vígh. Auch das Finale ging bis ins Shootout, dort besiegten die Ungarinnen die Spanierinnen. Zum dritten Mal im Turnierverlauf war Friebesz zweitbeste Werferin ihres Teams, dieses Mal mit 13 erzielten Punkten hinter Réka Frigyesi. Sie kam wieder in allen Spielen zum Einsatz und erzielte im Turnierverlauf 42 Punkte. Es war Ungarns letzter internationaler Titel bei der weiblichen Jugend beziehungsweise den Juniorinnen bis 2018.
Im Anschluss wurde Friebesz auch für die Europameisterschaften 2015 an selber Stelle im direkten Anschluss das erste Mal für ein Turnier mit der A-Mannschaft berufen. Erneut spielte sie mit Ungarn ein gutes Turnier, obwohl es im ersten Spiel gegen Russland zunächst eine Niederlage im Shootout gab und sie selbst ohne Treffer blieb. Alle weiteren fünf Spiele gegen Deutschland, Polen, Serbien, die Schweiz und Italien wurden zumeist in überzeugender Manier gewonnen, einzig das Spiel gegen Serbien war sehr knapp und das gegen Polen wurde erst im Shootout gewonnen. Gegen die Schweiz war sie mit zehn erzielten Punkten hinter Kitti Gróz zweitbeste ungarische Werferin. In der Hauptrunde gab es zunächst einen Sieg im Shootout gegen die Ukraine, danach eine Niederlage gegen Spanien. Als Vorrunden-Zweite erreichten die Ungarinnen das Viertelfinale. Dort wurde Russland ebenso wie Italien im Shootout geschlagen. Friebesz war mit acht erzielten Punkten hinter Fruzsina Kretz zweitbeste Werferin. Auch das Finale wurde erst in Shootout gewonnen. Mit sieben Punkten war sie gemeinsam mit Gróz hinter Bozsana Fekete zweitbeste Werferin. Im Turnierverlauf kam sie in allen Spielen zum Einsatz und erzielte sie 29 Punkte.
Im Jahr darauf standen die Weltmeisterschaften 2016 an, die im heimischen Budapest ausgetragen wurden. Ungarn startete mit einem Zwei-Satz-Sieg gegen Thailand in das Turnier und gewann noch am ersten Tag auch das zweite Spiel gegen Argentinien im Shootout. Der zweite Tag begann mit einem Sieg im Shootout über Australien, das zweite Spiel gegen Spanien wurde verloren. Im letzten Vorrundenspiel wurden die Italienerinnen bezwungen. Als zweitplatzierte Mannschaft zog Ungarn in die Hauptrunde ein, wo es gegen Norwegen und Brasilien jeweils im Shootout unterlag. Nur das letzte Spiel gegen Taiwan wurde gewonnen. Als Viertplatzierte zogen die Ungarinnen in das Halbfinale ein, unterlagen dort jedoch einmal mehr den Brasilianerinnen. Auch das Spiel um die Bronzemedaille ging gegen Norwegen im Shootout verloren.
Für die Europameisterschaften 2017 am Jarun-See in Kroatien wurde ein sehr junges ungarisches Nationalteam berufen, zu dem unter anderem auch Rebeka Benzsay und Csenge Braun gehörten, die im selben Jahr die Junioren-Weltmeisterschaften gewannen. Friebesz gehörte nicht zum Aufgebot. Für die Weltmeisterschaften 2018 war Ungarn erstmals seit den Weltmeisterschaften 2008 wie schon im Vorjahr für die World Games 2017 nicht qualifiziert.

#### Zweite Phase

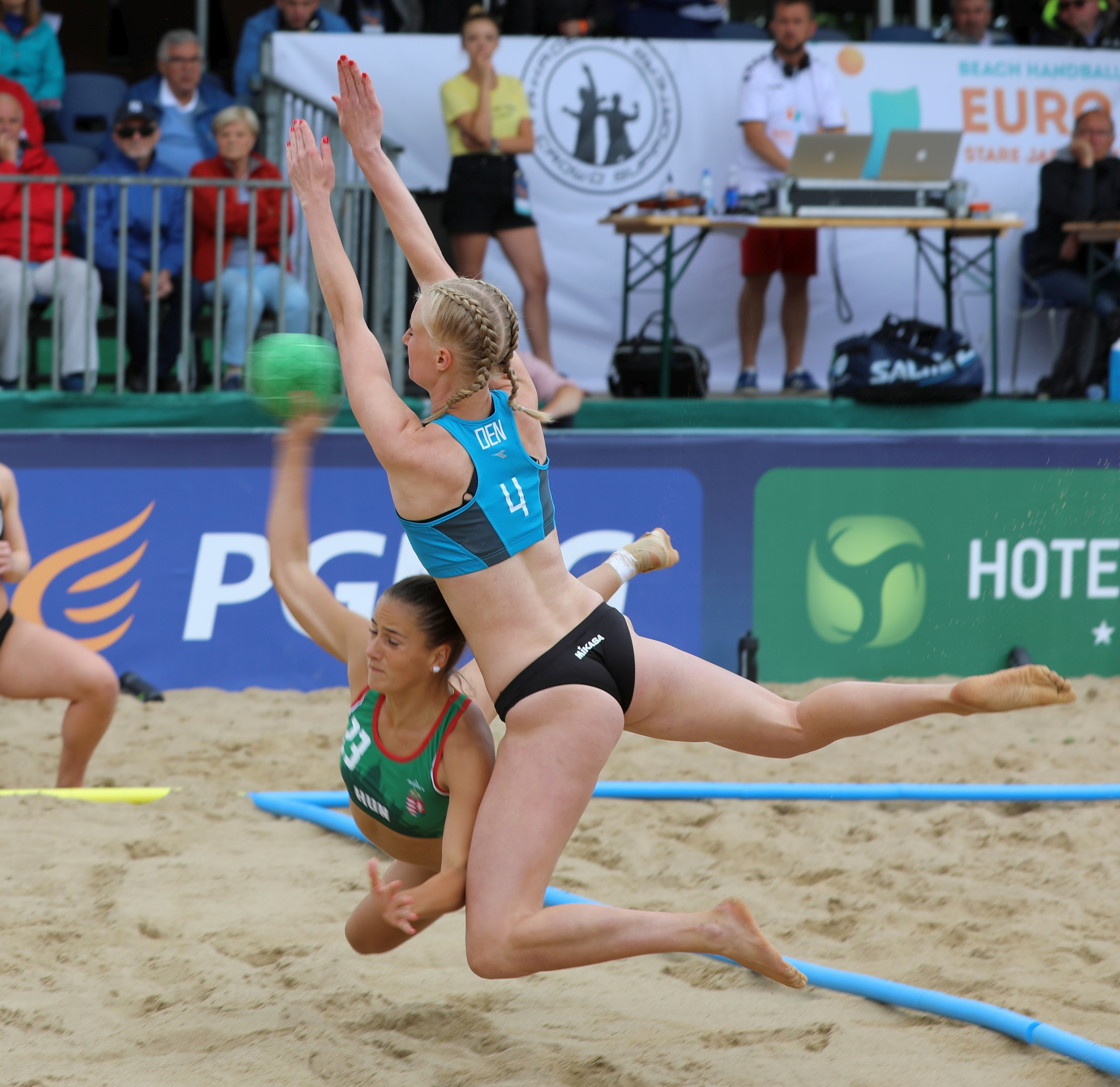
Friebesz beim Torwurf, an dem sie die dänische Verteidigerin Emma Mogensen im Finale der Europameisterschaften 2019 zu hindern versucht

Friebesz kehrte zu den Europameisterschaften 2019 in Stare Jabłonki, Polen, in die Nationalmannschaft zurück. Gegen Polen, Frankreich, Portugal und Zypern konnten alle Spiele der Vorrunde gewonnen werden. Gegen Frankreich wurde Friebesz geschont und kam nicht zum Einsatz, gegen Zypern erzielte sie 18 Punkte und damit zehn mehr als die zweitbeste Werferin Ungarns, Fruzsina Kretz. Weitaus weniger gut verliefen die Spiele der Hauptrunde. Alle drei Spiele gegen Kroatien, die Niederlande und Norwegen gingen verloren. Die Bedeutung von Friebesz für das ungarische Spiel wird darin deutlich, dass sie die beiden Spiele gegen Kroatien und die Niederlande nicht bestritten hatte und nach der Rückkehr gegen Norwegen schon wieder zweitbeste Werferin war. In den Spielen, in denen sie nicht mitwirkte, wurde sie meist von Gabriella Landi ersetzt. Als Viertplatzierte der Hauptrunde konnte sich Ungarn gerade so in das Viertelfinale retten. Dort wurde Spanien im Shootout besiegt. Im Halbfinale gelang die Revanche gegen die Niederlande und Ungarn zog in das Finale gegen Dänemark ein. Dort wurde der erste Satz klar verloren. Im zweiten Durchgang hingegen war das Spiel sehr ausgeglichen. Sekunden vor Schluss gelang Rebeka Benzsay der Ausgleich für Ungarn. Während sich schon fast alle auf eine Fortsetzung des Durchgangs und ein Golden Goal eingestellt hatten, gelang Dänemark durch Ann Cecilie Møller mit einem letzten Angriff in der Schlusssekunde der Siegtreffer. Mit 53 erzielten Punkten im Turnierverlauf war Friebesz nach Renáta Csiki und Réka Király drittbeste Werferin ihrer Mannschaft, bei weniger gespielten Spielen als diese beiden.
Es folgten die World Beach Games 2019 in ar-Rayyan, Katar, für die sich Ungarn mit dem guten Abschneiden bei den Europameisterschaften qualifizieren konnte. Die IHF hatte in Friebesz schon vor dem Turnier neben Specialist Renáta Csiki, der erfahrenen Torhüterin Ágnes Győri sowie der Verteidigerin und Mannschaftsführerin Emese Tóth eine der ungarischen Schlüsselspielerinnen ausgemacht. Friebesz verletzte sich jedoch unmittelbar vor dem Turnierbeginn. Ungarn erreichte dennoch das Finale und unterlag dort Dänemark.

### Vereinsebene
National gewann Friebesz mit der von János Gróz trainierten Mannschaft von Multicem Szentendrei NKE, wo sie als Juniorin 2012 auch mit dem Beachhandball begann, 2015, 2016, 2018, 2018 und 2020 die Titel bei den ungarischen Meisterschaften. 2018 und 2019 gewann sie zudem mit der Mannschaft den Beachhandball-Pokal. Mit Szentendrei gewann sie zudem 2015 und 2018 den EHF Beach Handball Champions Cup. 2016 und 2019 unterlag sie mit Szentendrei im Finale, 2017 wurde sie Dritte. Als Gastspielerin der Lady Bugs nahm sie 2018 in Danzig an der PGNiG Summer Superliga teil, gewann das Turnier mit der Mannschaft und wurde als beste Spielerin des Turniers ausgezeichnet, 2019 nahm sie erneut als Gastspielerin der Lady Bugs in Kroatien am prestigeträchtigen Jarun-Cup teil und wurde dort mit ihrer Mannschaft Zweite und wurde zudem zum besten Pivot des Turniers gewählt.

## Erfolge

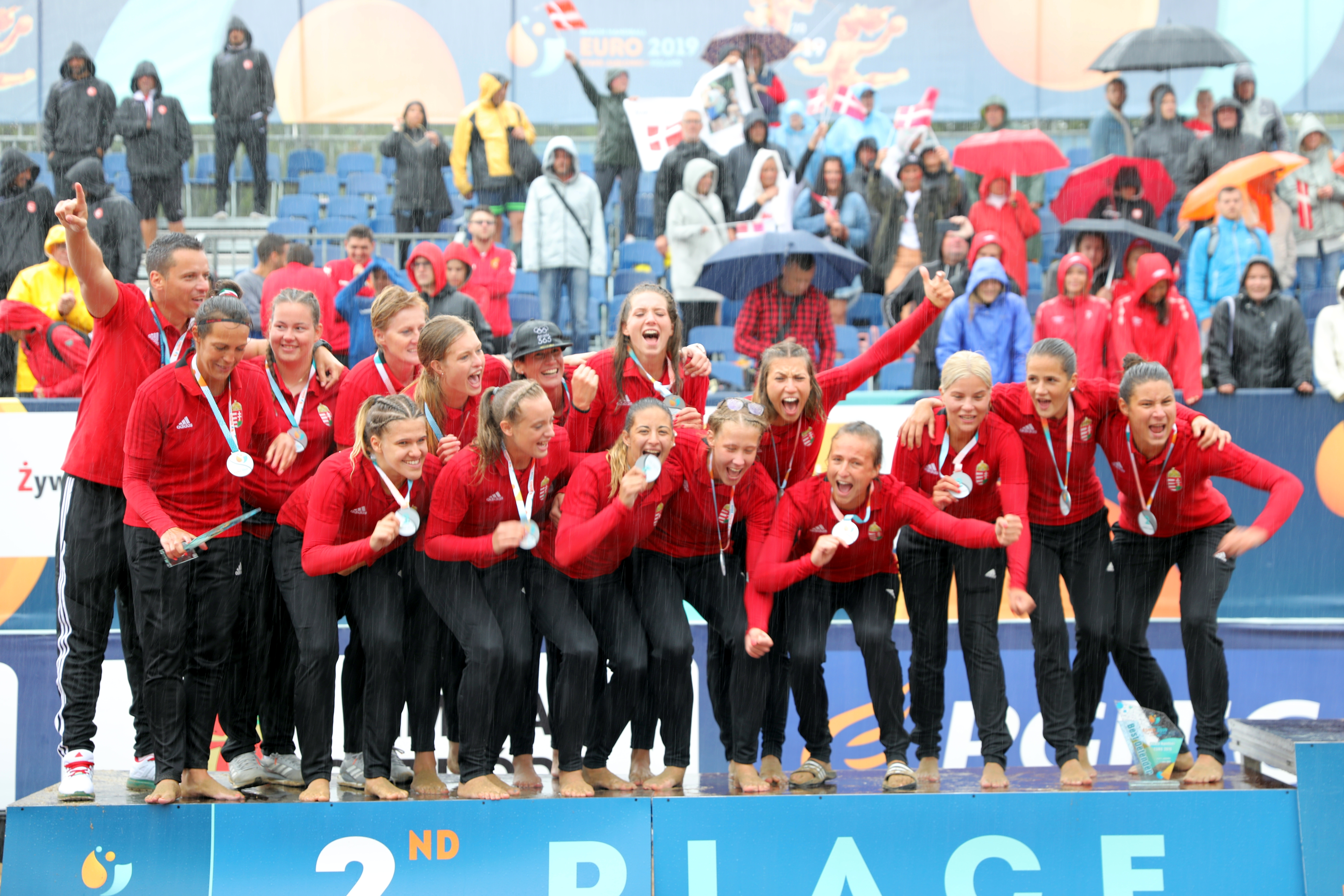
Die ungarischen Mannschaft bei der Siegerehrung der Europameisterschaften 2019

| Beachhandball-Europameisterschaften - 2015 - 2019 Beachhandball-Jugend-/Junioreneuropameisterschaften - 2014 - 2015 Jarun-Cup - 2019 | Ungarische Beachhandball-Meisterschaften - 2015 - 2016 - 2017 - 2018 - 2020 Ungarischer Beachhandball-Pokal - 2018 - 2019 |

## Einzelbelege
1. ↑  European Handball Federation - 2014 Women's ECh Beach Handball 18 / Final Tournament. Abgerufen am 17. November 2020 (englisch).
2. ↑  European Handball Federation - 2015 Women's ECh Beach Handball 19 / Final Tournament. Abgerufen am 17. November 2020 (englisch).
3. ↑  European Handball Federation - 2015 Women's ECh Beach Handball / Final Tournament. Abgerufen am 17. November 2020 (englisch).
4. ↑  European Handball Federation - 2019 Women's ECh Beach Handball / Final Tournament. Abgerufen am 18. November 2020 (englisch).
5. ↑  Team Details Page. IHF, abgerufen am 7. Dezember 2020 (englisch).
6. ↑  Qatar 2019 – Day 1 Women’s Preview. IHF, abgerufen am 8. Dezember 2020 (englisch).
7. ↑  Balázs Cseh: Egy újabb magyar sikersportág – Interjú Friebesz Fannival. 8. Mai 2020, abgerufen am 8. Dezember 2020 (ungarisch).
8. ↑  kézitörténelem.hu. Abgerufen am 5. Dezember 2020.
9. ↑  kézitörténelem.hu. Abgerufen am 5. Dezember 2020.
10. ↑  Ekaterinodar successfully defend title at Champions Cup. Abgerufen am 4. Dezember 2020 (englisch).
11. ↑  kézitörténelem.hu. Abgerufen am 5. Dezember 2020.
12. ↑  Wirtualna Polska Media: PGNiG Summer Superliga Gdańsk: Węgierki i Portugalczycy lepsi od obrońców tytułu - WP SportoweFakty. 23. Juli 2018, abgerufen am 8. Dezember 2020 (polnisch).
13. ↑  JARUN KUP 2019: Detono i Toyota MHC Dubrava podigli trofeje. In: Balkan-Handball.com. 2. Mai 2019, abgerufen am 8. Dezember 2020 (sr-RS).

| Personendaten    | Personendaten                                                          |
| ---------------- | ---------------------------------------------------------------------- |
| NAME             | Friebesz, Fanni                                                        |
| ALTERNATIVNAMEN  | Fanni, Friebesz (ungarisch); Friebesz, Fanni Luca (vollständiger Name) |
| KURZBESCHREIBUNG | ungarische Handball- und Beachhandballspielerin                        |
| GEBURTSDATUM     | 31. Januar 1998                                                        |
| GEBURTSORT       | Szentendre                                                             |